# SRK:s sommarmöte
SRK:s sommarmöte (finska: SRK:n suviseurat) är den gammallæstadianska väckelserörelsens årliga sommarhögtid i Finland som varar i fyra dagar med cirka 70 000 deltagare. Mötet, som är öppet för alla, har som ändamål att samla människor till Guds ord.
Sommarmötets program består av predikningar och psalmsång (ur Sions Sånger). Predikningarna tolkas till fem språk och tecknas till de döva. Till mötet kommer gäster från de nordiska länderna, Ryssland, Estland, Ungern, Tyskland, Kanada och USA. Merparten av mötesgästerna är ungdomar och barn.
Sommarmötet kan följas via Sommarmötesradion, som hörs i nästan hela Finland. Via sommarmötets webbplats går det också lyssna på predikningar, direkt och i efterhand.

## Sommarmötets landmärken

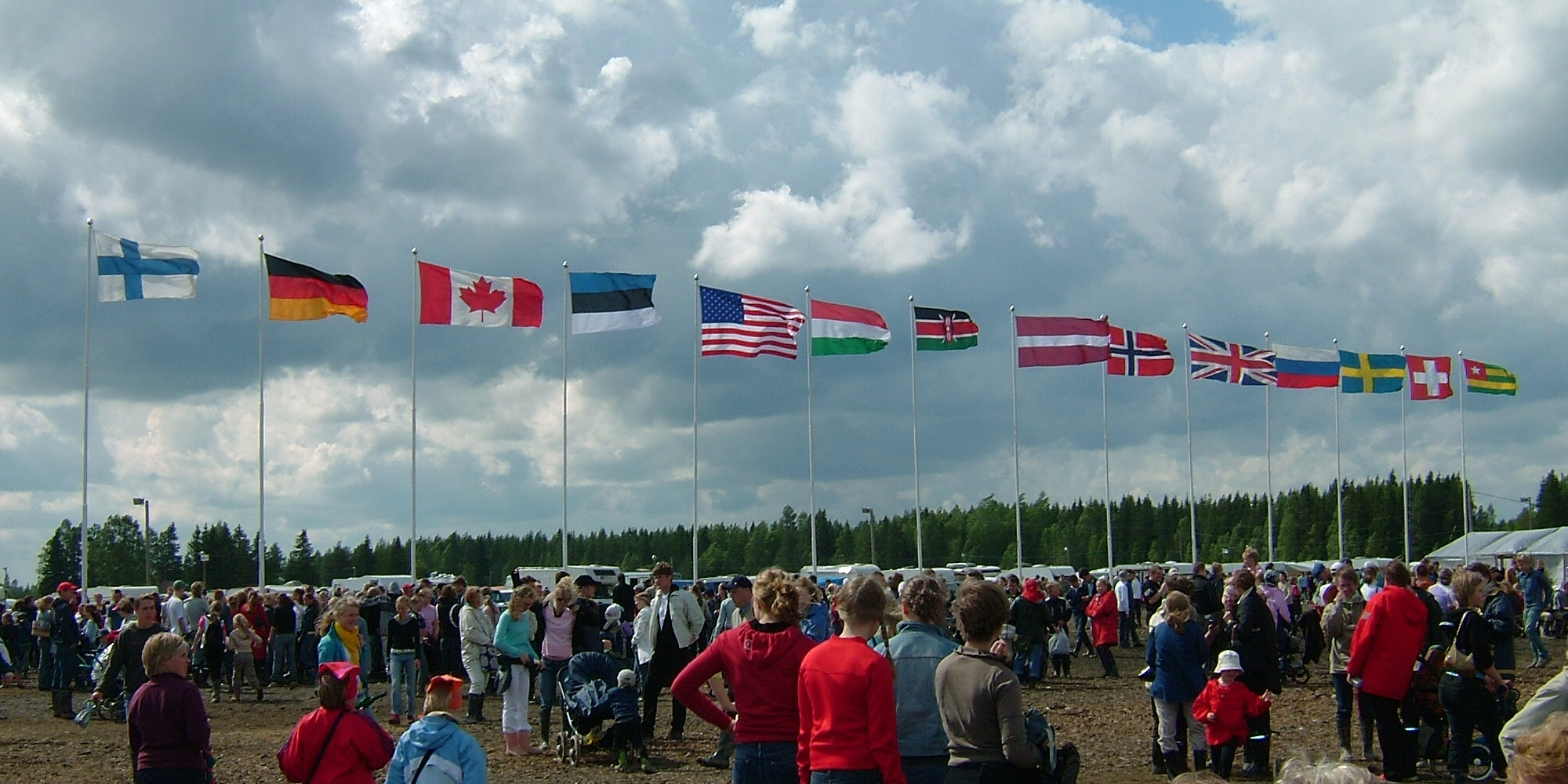
Flaggstänger med flaggor på rad.

Sommarmötets vanligaste landmärken är det stora tältet, festporten och flaggraden. Förr i tiden, före mobiltelefonernas tid, var den flera meter långa anslagstavlan också ett synligt landmärke.
Stora tältet är ett cirka 100 gånger 50 meter stort tält som rymmer 6 000 personer. Att slå upp tältet tar uppemot åtta timmar. Tältets skrov byttes år 1960, eftersom det dåvarande tältet för 4 000 personer var alltför förfallet och hade blivit för litet. Tältets tyg anskaffades år 1981. Tältet har nio master. Nuvarande tält användes för första gången i Kajana år 1938. Försvarsmakten lånade det under vinterkriget för att lagra de karelska flyktingarnas tillhörigheter.
På festporten står mötets motto, vilket alltid en vers ur Bibeln. Första gången sommarmötet hade en festport var i Haapajärvi 1949, där mottot var ”Du gjorde väl i att du kom”. Sommarmötet i Sotkamo 2006 hade devisen ”Jag har friköpt dig”.
Flaggraden består numera av 19 flaggor. På det första sommarmötet (1932 i Idensalmi) fanns bara  Finlands, Sveriges, Norges och Förenta staternas flaggor. Flaggorna är ordnade i fransk alfabetisk ordning. Den enda gången Sovjetunionens flagga hissats var på mötet i Jämijärvi 1991.
Radio- och högtalarmasten står bredvid det stora tältet. Masten är 24 meter hög och med åskledaren är den 30 meter hög. Masten består av fyra element med radiosändningsantenn. På masten finns det också tjugo stora högtalare, som låter predikningarna ljuda över hela mötesområdet.

## Platser
Platser för SRK:s sommarmöten har preliminärt bestämts ända tills år 2025, då mötet ska äga rum i Ruukki.
| 1900-talets 1:a årtionde | 1906 Uleåborg, 1907 Uleåborg, 1908 Ylivieska, 1909 Torneå-Haparanda |
| 1910-talet               | 1910 Helsingfors, 1911 Karleby, 1912 Rovaniemi, 1913 Kajana, 1914 Oulais, 1915 –*, 1916 Uleåborg, 1917 Ijo, 1918 Jyväskylä, 1919 Kemi |
| 1920-talet               | 1920 Vasa, 1921 Ylivieska, 1922 Viborg, 1923 Kajana, 1924 Uleåborg, 1925 Rovaniemi, 1926 Haapajärvi, 1927 Jyväskylä, 1928 Uleåborg, 1929 Torneå |
| 1930-talet               | 1930 Kajana, 1931 Rovaniemi, 1932 Idensalmi, 1933 Uleåborg, 1934 Uleåborg, 1935 Uleåborg, 1936 Rovaniemi, 1937 Jyväskylä, 1938 Kajana, 1939 Kemi |
| 1940-talet               | 1940 Uleåborg, 1941 –**, 1942 Uleåborg, 1943 Haapajärvi, 1944 –***, 1945 Nivala, 1946 Björneborg, 1947 Joensuu, 1948 Kuopio, 1949 Haapajärvi |
| 1950-talet               | 1950 Ylivieska, 1951 Rovaniemi, 1952 Torneå, 1953 Idensalmi, 1954 Tammerfors, 1955 Kemi, 1956 Uleåborg, 1957 Kuopio, 1958 Jyväskylä, 1959 Helsingfors |
| 1960-talet               | 1960 Kajana, 1961 Kuusamo, 1962 Brahestad, 1963 Ylivieska, 1964 Joensuu, 1965 Rovaniemi, 1966 Uleåborg, 1967 Jämsä, 1968 Reisjärvi, 1969 Nivala |
| 1970-talet               | 1970 Alajärvi, 1971 Ruukki, 1972 Pudasjärvi, 1973 Ranua, 1974 Hollola, 1975 Åbo, 1976 Sievi, 1977 Haapajärvi, 1978 Kajana, 1979 Rautiosaari |
| 1980-talet               | 1980 Keminmaa, 1981 Perho, 1982 Uleåsalo, 1983 Kalajoki, 1984 Hollola, 1985 Kuusamo, 1986 Outokumpu, 1987 Hankasalmi, 1988 Nummela, 1989 Ranua |
| 1990-talet               | 1990 Haapavesi, 1991 Jämijärvi, 1992 Idensalmi, 1993 Haukipudas, 1994 Torneå, 1995 Toholampi, 1996 Alajärvi, 1997 Rovaniemi, 1998 Pudasjärvi, 1999 Karleby |
| 2000-talets 1:a årtionde | 2000 Petäjävesi, 2001 Ruukki, 2002 Maninga, 2003 Muhos, 2004 Nivala, 2005 Perho, 2006 Sotkamo, 2007 Valkeala, 2008 Sievi, 2009 Oripää |
| 2010-talet               | 2010 Libelits, 2011 Lumijoki, 2012 Loppis, 2013 Pudasjärvi, 2014 Pyhäjoki, 2015 Vasa, 2016 Torneå, 2017 Björneborg, 2017 Äänekoski, 2019 Muhos |
| 2020-talet               | 2020 Reisjärvi |
| Anmärkningar             | - (*) 1915: Sommarmötet i Sverige, i Nederkalix inställdes på grund av tyfusfarsoten. - (**) 1941: Sommarmötet skulle ha hållits i Haapajärvi, men ställdes in på grund av finska fortsättningskriget. - (***) 1944: Sommarmötet i Nivala ställdes officiellt in på grund av finska fortsättningskriget. Återkallningsanmälningen hann dock inte ut till alla och ungefär tusen mötesgäster och predikanter kom till platsen, så ett möte hölls ändå. - År 1936 uppsköts sommarmötet till 7–9 juli på grund av riksdagsvalet. - Sommarmötet i Viborg år 1922 och i Rovaniemi år 1951 hölls före midsommaren. - Måndagen blev en ständig mötesdag 1966. |

### Gammallæstadianska sommarmöten utanför Finland
Sommarmöten anordnas inte bara i Finland utan också i Nordamerika, Sverige, Ryssland och Estland. Dessa brukar vara mindre än de i Finland. Deras innehåll är det samma som i Finland; de består av predikningar och psalmsång.
I Sverige hålls sommarmötet vanligen i maj. De svenska sommarmötena organiseras av Svenska Fridsföreningars Centralorganisation. Det första sommarmötet i Sverige hölls år 1985 i Gagnef. Platsen för mötena har varierat från år till år. Möten har arrangerats i bland annat Kalix, Haparanda, Dalarna och Stockholm. 2012 års sommarmöte hölls i Djurås i Dalarna; dess devis var ”Se Guds tält står bland människorna” (från Uppenbarelsebokens 21:a kapitel, vers 3). Sommarmötena i Sverige har också en webbplats varigenom det går att lyssna på predikningar direkt eller i efterhand.
I Nordamerika organiseras sommarmötena av Laestadian Lutheran Church. Det hålls i månadsskiftet juni–juli. Antalet mötesgäster beror på var mötet hålls. Till sommarmötet i Monticello i Minnesota 2006 förväntade man att det skulle komma 4 000–4 500 gäster. De flesta gästerna kommer från Nordamerika. Mötena hålls vanligen i skolor och idrottshallar.